# Roger Wittevrongel
Roger Wittevrongel (né à Blankenberge, le 23 avril 1933) est un peintre, dessinateur et graphiste belge, représentant de l’hyperréalisme.
Roger Wittevrongel a suivi sa formation à Gand où il a combiné ses études à l’Académie Royale des Beaux-Arts (1953-1956) avec une formation d’enseignant d'arts plastiques à l’École normale de l'état (1954-1956) sous la direction d'Octave Landuyt. 
Entre 1956 et 1971 il a enseigné les arts plastiques à l'école moyenne de l'État à Gand. Ensuite il était professeur d’eau-forte, de dessin et de lithographie à l'Académie royale des beaux-arts de Gand jusqu'en 1997, l’année où il y obtenait le titre de Professeur honoraire. 
En 1954, Roger Wittevrongel a débuté dans l'ambiance d'Octave Landuyt, mais plus abstraitement, avec une œuvre autour de la destruction, du ravage et des têtes d’animaux. Vers 1964, sa peinture est devenue plus figurative, essentiellement des compositions architecturales avec des compléments décoratifs de nature végétale et avec des nus féminins entourés de toutes sortes d'attributs (par exemple du matériel de peinture et de dessin). 
Vers 1970, il en vient à un style hyperréaliste avec une précision absolue dans la représentation de ce qui est visible. Au sein de ce style il évolue cependant encore et il s'oriente alors vers des sujets plutôt banals, qu'il rend également avec une précision artisanale. Mais les sujets en soi - les intérieurs, les fragments architecturaux et les personnages féminins - sont traités comme des natures mortes ce qui leur confère presque une valeur abstraite. Dans ces œuvres surtout, la question de la relation entre l'homme et la réalité visible est évoquée. Ici la perplexité est moins incitée par la virtuosité technique mais davantage par la question d'existence des choses.
Roger Wittevrongel expose depuis 1954 en Belgique, les Pays-Bas, la France, la Grande-Bretagne, l'Italie, la Suisse, l'Allemagne, la Suède, le Maroc, la Tunisie, l'Afrique du Sud, le Brésil, le Japon, les États-Unis d'Amérique, le Canada et le Taïwan.

## Mentions
- Mention Prix de la Jeune Peinture Belge en 1958, 1960, 1963
- Prix Provincial de Peinture de la Flandre Occidentale en 1960
- Prix de la Critique en 1979 et 1981
- Prix E. Van Marcke' en 1981
- Prix d'État de couronnement d'une carrière artistique en 1984

Actuellement, il habite à Bachte-Maria-Leerne, situé sur la Lys, proche de Gand, dans la province de Flandre-Orientale en Belgique.